# Пикатрикс
«Пикатрикс» (араб. غاية الحكيم‎, Ġāyat al-Ḥakīm, [Гāйaт аль-Хакӣм] = «Цель мудреца»; лат. Picatrix; Picatris) — средневековый манускрипт по астрологии, практической магии и талисманам, называемый также гримуаром; сборник текстов на арабском языке неизвестного автора или авторов, составленный, предположительно, в середине XI века, между 1047 и 1051 годами на территории Аль-Андалуса (мусульманской Испании). Сам автор в прологе называет годы написания текста, соответствующие 965—970 годам н. э.
В 1256 году, по приказу кастильского короля Альфонсо Мудрого, сборник был переведён на испанский язык, а с него — на латынь. Латинский перевод способствовал распространению герметических идей в период средневековья, при том, что никогда не публиковался; сохранился в нескольких рукописях XV—XVII веков, хранящихся в европейских библиотеках.
Арабский философ Ибн Хальдун (1332—1406), критически изучавший «Цель мудреца» («Пикатрикс»), назвал сборник самым полным и лучшим трактатом по магии, приписывая ошибочно авторство учёному-математику Масламе аль-Маджрити (ок. 950—1008).
«Пикатрикс» упоминается у Ф. Рабле.

## Содержание
«Пикатрикс» состоит из четырёх книг и содержит обширные сведения по астрологической, астральной, симпатической и талисманной магии, почерпнутые из 224 книг, написанных «древними мудрецами».

### Пролог
Автор ссылается на свою предыдущую книгу «Поприще мудреца», законченную им в 343 году хиджры (то есть 965 год н. э.), после чего он приступил к работе над данной книгой «Цель мудреца» и завершил её пять лет спустя, в 348 году хиджры (970 год). Объяснив причины, побудившие его к написанию второй книги, он приводит краткое описание каждой из четырёх частей-книг.

### Первая книга
Первую книгу автор разделил на семь глав — по числу близких к нам планет, как объясняет он в прологе.
- Глава 1. Как узнать своё положение во вселенной[6]
- Глава 2. Что такое магия, её свойства
- Глава 3. Что такое небеса, их материя
- Глава 4. О расположении небес для создания магических изображений (талисманов). Приводится список 28 лунных домов (созвездий), соответствующих индийской системе, и для каждого дома свой талисман.
- Глава 5. Талисманы и всё необходимое для их создания. Ещё 31 созвездие, благоприятное для изготовления талисманов.
- Глава 6. Вселенная, в которой человек — микрокосмос, подобный макрокосмосу. Характеристика человека, ставящая его выше других живых существ.
- Глава 7. Вселенная и тайные знания мудрецов

### Вторая книга
- Глава 1. Как овладеть данным знанием
- Глава 2. Небесные изображения и их секреты. Приводятся 48 известных древним грекам созвездий[7] и паранателоны[8] 36-и деканов зодиака.
- Глава 3. Влияние планет, солнца и луны
- Глава 4. Движение восьмой сферы и неподвижные звёзды
- Глава 5. Разделение знаний среди наций, и кому какая часть принадлежит. Начинается с указания, что древний мастер разделил всё искусство магии на три части: талисманы, поклонения планетам и заклинания.
- Глава 6. Важность добродетелей для усиления влияния звёзд в талисманах
- Глава 7. Подробнее о том, что более, а что менее важно для талисмана.
- Глава 8. Порядок естественных вещей. Содержит таблицу простых качеств: тепло, холод, влажность, сухость и их комбинации.
- Глава 9. Примеры магических фигур и начертаний, призывающих помощь планет. О комбинациях звёзд в магических фигурах, и изготовление шести талисманов.
- Глава 10. Соответствующие планетам минералы (камни)
- Глава 11. Магические изображения 36 деканов и их эффекты. Начинается с предостережения о необходимости сокрытия учения от неграмотных, которые — в отсутствие мудрости — будут лишь унижать достоинство астролога.
- Глава 12. Деканы в индийской традиции. У индийцев называются darîjân.

### Третья книга
- Глава 1. Семь небесных тел: их влияние на растительный, животный миры и металлы
- Глава 2. Зодиакальное влияние на царства растений, животных и минералов
- Глава 3. О магических знаках, цвете одеяний и благовониях. Заканчивается списком общих эффектов солнца, луны и пяти планет на человечество.
- Глава 4. Отчего секретные знания раскрываются лишь по капле и время от времени. Единственная глава об астрологическом значении Корана. Все суры Корана соотносятся с одним из семи небесных тел, особое внимание тем, которые соответствуют Венере — планете-покровительнице арабов. Об арабском алфавите.
- Глава 5. Автор возвращается к основной теме книги — магии.
- Глава 6. О духовной сущности мудреца, совершенства природы. Перечисление древних философов, которым была известна пневма (космическое «дыхание»).
- Глава 7. Общение с небесными телами, их влияние. Начинаются практические инструкции.
- Глава 8. Молитвы набатеев, обращённые к Солнцу и Сатурну. Автор уточняет: ради ознакомления, потому как идолопоклонство.
- Глава 9. О духах небесных тел. Подробное описание пневм семи небесных тел; пневма Сатурна называется Barîmâs, Юпитера — Damâhûs, Марса — Dagdijûs, Солнца — Bandalûs, Венеры — Didas, Меркурия — Barhûjâs, Луны — Garnûs.
- Глава 10. О талисманах, подношениях, благовониях и ароматических веществах (парфюмерии).
- Глава 11. Эффекты талисманов. Из индийской и египетской магической практики.
- Глава 12. Необходимые правила магических знаний. Начинается с заявления о важности практикования для достижения мастерства в магическом искусстве.

### Четвёртая книга
- Глава 1. Благо и сила духа. Пять составных частей истории создания мира и природы. Философский анализ понятий дух, материя, чувство, разум, душа и разницы между ними.
- Глава 2. Молитвы Луне и каждому из двенадцати знаков зодиака. Индийские церемониальные обряды для семи небесных тел.
- Глава 3. Халдейская мудрость. Более развёрнутая история легендарного Египта, уже начатая в книге III, глава 11.
- Глава 4. Изображения и рассуждения для пользы получаемых знаний. 45 цитат астрологического и магического характера.
- Глава 5. 10 наук, предваряющих овладение алхимией и магией. Где корень магического искусства.
- Глава 6. Магические формулы и благовония в честь семи небесных тел.
- Глава 7. Магическое искусство в книге набатеев. Очень длинная глава с обширными цитатами из набатейского сочинения, переведённого Abudaer Abemiaxie на арабский язык.
- Глава 8. В беспорядке представлены благоприятные свойства множества естественных в природе вещей.
- Глава 9. Об изображениях, обладающих чудесными свойствами, из книги храма в Coredib и книги царицы Folopedre

В заключение автор приводит завещание Сократа и семь наставлений Пифагора.

#### Идеальный город
В четвёртой книге, глава 3, описывается идеальный город аль-Ашмунаин (al-Asmunain, также Адоцентин), возведённый в восточном Египте Гермесом Трисмегистом после постройки храма Солнца. Прекрасный город с планировкой по строгим астрологическим выкладкам. В центре его крепость с четырьмя вратами. Описание крепости перекликается с «Городом Солнца» Кампанеллы (1602) и городом Сфорциндой Филарете (1465). Ворота Гермес украсил разными изображениями: на восточных — орёл, на западных — телец, на южных — лев, на северных воротах — пёс (см. евангелисты). Изображения зверей говорящие, и никому не позволительно войти в город без их разрешения. Внутри крепости — башня высотой в двадцать локтей (прим. 9 м), её венчает шар, освещающий город и меняющий цвет каждый день недели (всего 7 цветов).

## Исследования учёных

### XIV век
Широко эрудированный арабский философ из Северной Африки Ибн Хальдун (1332—1406), критически относившийся к магии с её ритуалами и талисманами и изучивший «Цель мудреца» (Пикатрикс), в одной из своих речей назвал сочинение самым полным и лучшим трактатом по магии. Однако ошибочно приписал авторство учёному-математику Масламе аль-Магрити (ок. 950—1008).

### XV век
Французский астролог на службе у Карла VIII — Симон де Фарес (1444 — после 1499) — составил в 1494—1498 годах трактат в защиту астрологии «Recueil des plus célèbres astrologues et quelques hommes doctes», в котором в хронологическом порядке назвал известных астрологов и их работы и охарактеризовал Пикатрикса, как самого прекрасного астролога своего времени. Сочинение стало ценным свидетельством распространения Пикатрикса в XV веке, как и подтверждением того, что имя арабского автора постепенно забылось, вытесненное латинским названием сборника.

### XX век
Одним из первых современных исследователей был немецкий востоковед Хельмут Риттер (1892—1971). В 1933 году он опубликовал свой критический анализ арабского текста. В 1962 году он, совместно с Мартином Плесснером (1900—1973), издал перевод Пикатрикса на немецкий язык, что позволило другим учёным заняться сопоставительным анализом латинских переводов.

## Сохранившиеся латинские манускрипты
- Манускрипт N°10272 / Национальная центральная библиотека Рима[3]
- Манускрипт 1536 года / Национальная центральная библиотека Флоренции[12]
- Манускрипт N°17871, в XVII веке принадлежавший библиотеке парижского Нотр-Дама / Национальная библиотека Франции (Скан)

## Публикации на русском языке
- Пикатрикс // перевод с латин., предисл. И. В. Харуна. — Нижний Новгород; изд-во «ИП Москвичев»; 2015. —432 с.; тираж 500 экз. ISBN 978-5-9906390-0-3.
- Глава из Гайят аль-Хаким // Книга лунных стоянок: Ибн Кутайба ад-Динавари. Избранные главы из Китаб аль-Анва’. Абу Ма‛шар. Глава из Китаб альМадхаль аль-Кабир. Глава из Гайят аль-Хаким / Пер. с араб., коммент. и вступ. статья В. А. Розова; науч. ред. А. Ю. Саплина. — СПб.: Издательство «Академия исследования культуры», 2021. — 144 с.: ил. — С. 103—128. ISBN 978-5-604-51005-6
- Гайят аль-Хаким (Пикатрикс) Кн. 4, гл. 3 [аль-Ашмунайн] / Пер. с араб. и коммент. В. А. Розова // Бладел, К. ван. Арабский Гермес: от языческого мудреца до пророка науки. — СПб.: Издательство «Академия исследований культуры», 2022. С. 377—384 ISBN 978-5-94396-239-4

## Упоминания в искусстве
- Франсуа Рабле в сатирическом романе «Гаргантюа и Пантагрюэль» (1533—1564) называет Пикатрикса (Picatris) деканом дьявологического факультета и ссылается на Толедо в Испании: «Когда я учился в толедской школе, его преподобие, брат во чертях Пикатрис, декан дьявологического факультета, говорил нам, что бесы по природе своей боятся блеска мечей, равно как и солнечного света».[13]
- Умберто Эко, книга «Маятник Фуко»
- Упоминается в романе-трилогии «Сага о Рейневане», автор Анджей Сапковский.